# Epigyphantes epigynatus
Epigyphantes epigynatus (Tanasevič, 1988) è un ragno appartenente alla famiglia Linyphiidae.
È l'unica specie nota del genere Epigyphantes.

## Distribuzione
La specie è stata rinvenuta in Russia, nella regione del Kolyma.

## Tassonomia
Per la determinazione delle caratteristiche della specie tipo sono tenute in considerazione le analisi sugli esemplari di Lepthyphantes epigynatus Tanasevič, 1988.
Dal 2004 non sono stati esaminati esemplari, né sono state descritte sottospecie al 2012.